# 维尔纳·奥布舍尼卡特
维尔纳·奥布舍尼卡特（德語：Werner Obschernikat，1955年7月9日—），德国男子水球运动员。他曾代表西德参加1976年、1984年和1988年夏季奥林匹克运动会水球比赛，其中1984年奥运会获得一枚铜牌。